# Дингол, Соломон
Дингол Соломон (Гольдин Шломо)( англ. Dingol Solomon 15 марта 1887, Рогачёв, Могилёвской губернии — 12 июня 1961, Нью-Йорк ) — американский журналист, драматург и общественный деятель.

## Биография
Родился в семье приверженцев хасидизма Шмуэля Гольдина и Эстер Фрейды Позин. Получил традиционное еврейское религиозное образование. Продолжил своё обучение в иешиве Вильно. Изучал экономику, литературу и философию в университете Берна.

С 1908 жил в Лондоне, работая журналистом в различных изданиях на идише. В 1916 эмигрировал в США. Работал в редакции журнала «Идише тагеблат». С 1920 работал в редакции ежедневной газеты «Дер Тог» (Нью-Йорк). С 1947 по 1953 — редактором газеты ( до слияния «Дер Тог» с ортодоксально-религиозной газетой «Моргн журнал» ). С 1953 и до конца своей жизни редактор объединённой «Дер тог — моргн журнал». 

 Дингол — автор пьес «Дер недер» (1920) и «Фремдл блут» (1922). Был вице-президентом ХИАС, членом правления YIVO